# 特雷梅尼科
特雷梅尼科（義大利語：Tremenico），是意大利莱科省的一个市镇。总面积8平方公里，人口192人，人口密度24.0人/平方公里（2009年）。国家统计（ISTAT）代码为097081。
特雷梅尼科与卡萨尔戈、科利科、德尔维奥、多里奥、因特罗佐、帕尼奥纳和文德罗尼奥接壤。